# フリードリヒ・ジークムント・フォン・ブレドウ
フリードリヒ・ジークムント・フォン・ブレドウ（ドイツ語: Friedrich Siegmund von Bredow、1683年5月5日 - 1759年6月15日）は、プロイセンの軍人。最終階級は騎兵大将。

## 経歴

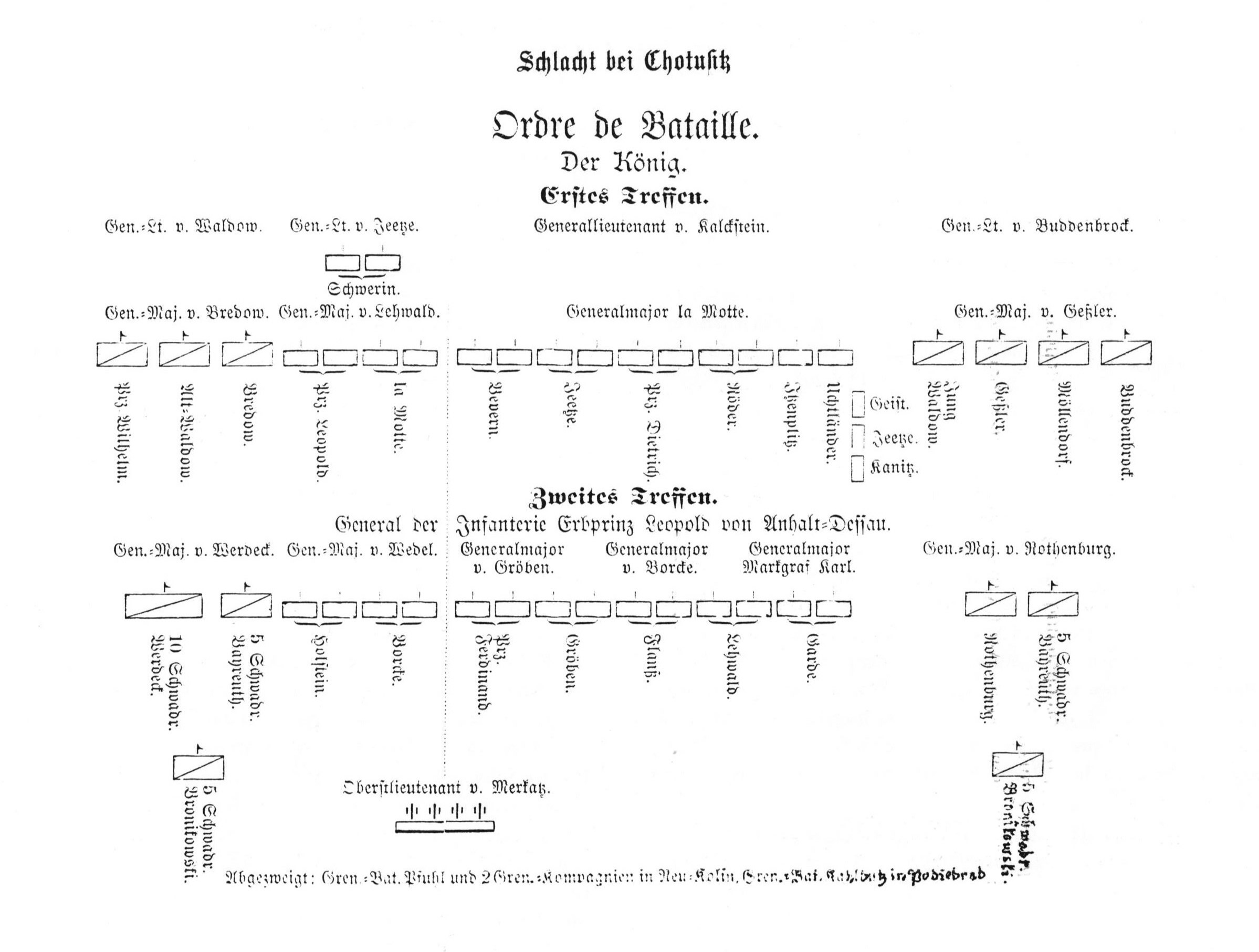
プロイセン軍のコトゥジッツの戦いにおける戦闘序列。左上にGen.Maj.Bredow（ブレドウ少将）の名がみえる。

フリードリヒ・ジークムント・フォン・ブレドウは、1683年5月5日にブランデンブルク辺境伯領の貴族家系であるブレドウ家に生まれた。父はジークムント・ゴットフリート・フォン・ブレドウ、母はバーバラ・クリスティナ・フォン・パネヴィッツであり、兄弟にはプロイセンの少将カール・ヴィルヘルム・フォン・ブレドウがいる。
1696年、フォン・ブレドウはブランデンブルク選帝侯フリードリヒ1世のカンマーユンカー（寝室付きの侍従）となった。その後、プロイセン王フリードリヒ・ヴィルヘルム1世直属の竜騎兵連隊に配属された。1714年1月20日に少佐へ昇進し、翌年にはポメラニア戦役に参戦している。1721年9月13日に大佐へ昇進し、1729年に第6竜騎兵連隊（コッセル）へ移った。
1731年9月20日に聖ヨハネ騎士団加入。1733年7月28日には第7胸甲騎兵連隊を受領し、1737年5月23日に少将へ昇進。1740年にオーストリア継承戦争が起こると、第一次シュレージエン戦争でモルヴィッツの戦いやコトゥジッツの戦いに参戦した。特にコトゥジッツではプロイセン軍の左翼騎兵軍団第一戦列で騎兵旅団を率いての参戦であり、戦争中の1742年5月22日にフリードリヒ2世による特例で中将へ昇進している。また、黒鷲勲章もこの時受章した。
フォン・ブレドウは1744年のプラハ包囲戦、1745年のホーエンフリートベルクの戦いなどにも参戦し、1747年5月25日にはプロイセン軍の騎兵総司令官となった。1755年に退役し、2000ターラーの恩給を受けた。

## 家族
フォン・ブレドウは生涯2度結婚している。1715年に最初の妻となるアンナ・エリーザベト・フォン・コットヴィッツと結婚した。1738年に彼女が死去すると、次いでエメレンティア・ゾフィア・フォン・ベールフェルデと結婚している。どちらとの間にも子は生まれなかった。